# Гамбрелл, Джейми
Джейми Гамбрелл (10 апреля 1954—15 февраля 2020) — американская переводчица русской литературы и специалист по современному  искусству, редактор журнала «Искусство в Америке», лауреат Премии Торнтона Уайлдера за перевод Американской академии искусств и литературы.

## Биография
Гамбрелл родилась на Манхэттене 10 апреля 1954 года. Её мать, Хелен Родди, была учительницей, а отец, Джеймс Гамбрелл III, был профессором права. У неё были сестра и брат.
Гэмбрелл училась в Средней школе Элизабет Ирвин. Она получила степень бакалавра в Техасском университете в Остине, где защитила выпускную работу об Анне Ахматовой. Позднее она училась в Сорбонне и получила степень магистра в Колумбийском университете по русистике.
В 1980-х и 1990-х годах она жила в Москве, где принимала участие в выходящим из подполья андеграундном искусстве. Там же она удочерила свою дочь Каллу.
Гамбрелл умерла на Манхэттене 15 февраля 2020 года от рака.

## Карьера

### Художественная критика
Гамбрелл писала о современном искусстве позднего советского периода в рамках своей редакционной и критической работы в журнале Art in America. В качестве репортера она впервые посетила Москву в 1985 году. Она переводила статьи художников-концептуалистов Александра Меламида и Виталия Комара, работала их переводчиком.
В 1988 году Sotheby's провёл в Москве большой аукцион русского искусства, русского авангарда и советского современного искусства. Для фильма Барбары Хербич «USSaRt» об этом историческом аукционе Гамбрелл взяла интервью у художников, выставивших на первом московском Sotheby's свои работы.

## Избранные переводы
- Tatyana Tolstaya. Sleepwalker in a Fog: Stories. — Knopf, 1992. — ISBN 978-0394587318.
- Marina Tsvetaeva. Earthly Signs: Moscow Diaries, 1917-1922. — Yale University, 2002. — ISBN 978-0300069228.
- Aleksandr Rodchenko. Aleksandr Rodchenko: Experiments for the Future, Diaries, Essays, Letters, and Other Writings. — New York : The Museum of Modern Art, 2004. — ISBN 978-0870705465.
- Vladimir Sorokin. The Day of the Oprichnik. — Farrar, Straus and Giroux, 2011. — ISBN 978-0374134754.
- Leonid Tsypkin. The Bridge Over the Neroch: And Other Works. — New Directions, 2013. — ISBN 978-0811216616.